# Gobernación de Ibb
La gobernación de Ibb (en árabe: إب) es uno de los estados de Yemen. Tiene una superficie total de 5344 km² y una población de 1 665 000 habitantes (2004).
Su capital es la ciudad de Ibb, la cual, junto a Jibla, es una ciudad histórica. La región cuenta con muchas atracciones en lugares como Yareem, Ba'dan y Al-Sabrah. Ibb está ubicada en la parte sudoeste del acantilado de las tierras montañosas yemenitas.
- Datos: Q388274
- Multimedia: Ibb Governorate / Q388274